# جيفري أرونسون
جيفري أرونسون (بالإنجليزية: Geoffrey Aronson)‏ باحث أمريكي مختص في شؤون الشرق الأوسط وقضايا الصراع العربي الإسرائيلي. أسس ويدير حالياً مؤسسة سلام الشرق الأوسط (بالإنجليزية: Foundation for Middle East Peace)‏. هو محرر التقرير حول الاستيطان الإسرائيلي في الأراضي الفلسطينية المحتلة.
يكتب بشكل منتظم في صحف مثل لوس أنجلوس تايمز وكريسشان ساينس مونيتور إضافة إلى صحف عربية.

## كتبه
من كتبه:
- من الهامش إلى قلب المسرح: السياسة الأمريكية تجاه مصر وإسرائيل
- سياسة الأمر الواقع في الضفة الغربية. مترجم إلى العربية.